# European Champions League 2000-2001 (pallavolo maschile)
La European Champions League di pallavolo maschile 2001-2002 si è svolta dal 5 dicembre 2000 al 24 marzo 2001: al torneo hanno partecipato sedici squadre di club europee e la vittoria finale è andata per la prima volta al Paris Volley.

## Regolamento

### Formula
Le squadre hanno disputato una prima fase a gironi con formula del girone all'italiana con gare di andata e ritorno; al termine della prima fase le prime due classificate di ogni girone hanno disputato quarti di finale, giocati con gare di andata e ritorno, semifinali, finale per il terzo posto e finale.

### Criteri di classifica
Sono stati assegnati 2 punti alla squadra vincente e 1 a quella sconfitta.
L'ordine del posizionamento in classifica è stato definito in base a:
- Punti;
- Ratio dei set vinti/persi;
- Ratio dei punti realizzati/subiti.

## Squadre partecipanti
| - Belogor'e-Dinamo - Charlottenburg - České Budějovice - Friedrichshafen - Arçelik - ZAKSA - Vrevok - Paris | - Olympiakos - Roeselare - Roma - Īraklīs Salonicco - Levski Sofia - Tours - Treviso - Vienna hotVolleys |

## Torneo

### Fase a gironi
| Girone A          | Girone B          | Girone C         | Girone D   |
| ----------------- | ----------------- | ---------------- | ---------- |
| Charlottenburg    | ZAKSA             | Belogor'e-Dinamo | Vrevok     |
| Arçelik           | Paris             | České Budějovice | Olympiakos |
| Roma              | Levski Sofia      | Friedrichshafen  | Tours      |
| Īraklīs Salonicco | Vienna hotVolleys | Roeselare        | Treviso    |

#### Girone A

##### Risultati
| 6 dicembre 2000 Sporthalle Charlottenburg, Berlino Durata: ? - Spettatori: 1 400  | Charlottenburg    | 0 - 3 | Arçelik           | 20-25, 19-25, 25-27               |
| 6 dicembre 2000 Sports Center Evosmos, Salonicco Durata: ? - Spettatori: 800      | Īraklīs Salonicco | 0 - 3 | Roma              | 23-25, 23-25, 18-25               |
| 13 dicembre 2000 Palazzetto dello Sport, Roma Durata: ? - Spettatori: 250         | Roma              | 3 - 0 | Charlottenburg    | 28-26, 29-27, 25-19               |
| 12 dicembre 2000 Burhan Felek Spor Salonu, Istanbul Durata: ? - Spettatori: 1 000 | Arçelik           | 3 - 2 | Īraklīs Salonicco | 33-35, 20-25, 25-23, 23-25, 15-13 |
| 20 dicembre 2000 Sporthalle Charlottenburg, Berlino Durata: ? - Spettatori: 1 600 | Charlottenburg    | 3 - 2 | Īraklīs Salonicco | 25-20, 19-25, 25-19, 23-25, 15-9  |
| 19 dicembre 2000 Burhan Felek Spor Salonu, Istanbul Durata: ? - Spettatori: 700   | Arçelik           | 3 - 1 | Roma              | 25-23, 27-25, 19-25, 25-23        |
| 10 gennaio 2001 Palazzetto dello Sport, Roma Durata: ? - Spettatori: 300          | Roma              | 3 - 0 | Arçelik           | 25-23, 25-21, 25-12               |
| 10 gennaio 2001 Sports Center Evosmos, Salonicco Durata: ? - Spettatori: 1 500    | Īraklīs Salonicco | 3 - 0 | Charlottenburg    | 25-22, 25-19, 25-13               |
| 17 gennaio 2001 Sporthalle Charlottenburg, Berlino Durata: ? - Spettatori: 2 100  | Charlottenburg    | 2 - 3 | Roma              | 22-25, 25-17, 25-23, 18-25, 13-15 |
| 17 gennaio 2001 Sports Center Evosmos, Salonicco Durata: ? - Spettatori: 200      | Īraklīs Salonicco | 3 - 2 | Arçelik           | 16-25, 25-18, 22-25, 26-24, 17-15 |
| 24 gennaio 2001 Burhan Felek Spor Salonu, Istanbul Durata: ? - Spettatori: 500    | Arçelik           | 3 - 0 | Charlottenburg    | 29-27, 20-25, 23-25, 25-19, 15-10 |
| 24 gennaio 2001 Palazzetto dello Sport, Roma Durata: ? - Spettatori: 500          | Roma              | 3 - 2 | Īraklīs Salonicco | 29-27, 20-25, 23-25, 25-19, 15-10 |

##### Classifica
| Pos | Squadra           | Pt | G | V | P | SV | SP | Ratio | PF  | PS  | Ratio |
| --- | ----------------- | -- | - | - | - | -- | -- | ----- | --- | --- | ----- |
| 1   | Roma              | 11 | 6 | 5 | 1 | 16 | 7  | 2.285 | 545 | 497 | 1.096 |
| 2   | Arçelik           | 10 | 6 | 4 | 2 | 14 | 9  | 1.555 | 533 | 524 | 1.017 |
| 3   | Īraklīs Salonicco | 8  | 6 | 2 | 4 | 12 | 14 | 0.857 | 568 | 573 | 0.991 |
| 4   | Charlottenburg    | 7  | 6 | 1 | 5 | 5  | 17 | 0.294 | 464 | 516 | 0.899 |

#### Girone B

##### Risultati
| 5 dicembre 2000 Budocenter, Vienna Durata: ? - Spettatori: 1 800           | Vienna hotVolleys | 0 - 3 | Paris             | 27-29, 22-25, 22-25               |
| 6 dicembre 2000 Hala Azoty, Kędzierzyn-Koźle Durata: ? - Spettatori: 3 500 | ZAKSA             | 3 - 0 | Levski Sofia      | 25-21, 28-26, 25-20               |
| 12 dicembre 2000 Hristo Botev Hall, Sofia Durata: ? - Spettatori: 3 000    | Levski Sofia      | 3 - 1 | Vienna hotVolleys | 25-13, 21-25, 25-20, 25-23        |
| 12 dicembre 2000 Salle Pierre Charpy, Parigi Durata: ? - Spettatori: 600   | Paris             | 3 - 0 | ZAKSA             | 25-18, 25-18, 25-17               |
| 19 dicembre 2000 Budocenter, Vienna Durata: ? - Spettatori: 1 500          | Vienna hotVolleys | 2 - 3 | ZAKSA             | 19-25, 25-21, 22-25, 25-21, 11-15 |
| 20 dicembre 2000 Salle Pierre Charpy, Parigi Durata: ? - Spettatori: 1 377 | Paris             | 3 - 1 | Levski Sofia      | 25.19, 25-22, 17-25, 25-17        |
| 11 gennaio 2001 Hristo Botev Hall, Sofia Durata: ? - Spettatori: 3 000     | Levski Sofia      | 1 - 3 | Paris             | 25-22, 22-25, 26-28, 24-26        |
| 10 gennaio 2001 Hala Azoty, Kędzierzyn-Koźle Durata: ? - Spettatori: 3 500 | ZAKSA             | 3 - 0 | Vienna hotVolleys | 25-22, 25-20, 25-23               |
| 16 gennaio 2001 Budocenter, Vienna Durata: ? - Spettatori: 1 500           | Vienna hotVolleys | 3 - 1 | Levski Sofia      | 24-26, 25-23, 25-22, 25-20        |
| 17 gennaio 2001 Hala Azoty, Kędzierzyn-Koźle Durata: ? - Spettatori: 3 500 | ZAKSA             | 2 - 3 | Paris             | 25-21, 25-23, 17-25, 23-25, 9-15  |
| 24 gennaio 2001 Salle Pierre Charpy, Parigi Durata: ? - Spettatori: 875    | Paris             | 3 - 1 | Vienna hotVolleys | 25-23, 19-25, 25-18, 25-19        |
| 24 gennaio 2001 Hristo Botev Hall, Sofia Durata: ? - Spettatori: 3 000     | Levski Sofia      | 3 - 0 | ZAKSA             | 25-22, 25-23, 25-16               |

##### Classifica
| Pos | Squadra           | Pt | G | V | P | SV | SP | Ratio | PF  | PS  | Ratio |
| --- | ----------------- | -- | - | - | - | -- | -- | ----- | --- | --- | ----- |
| 1   | Paris             | 12 | 6 | 6 | 0 | 18 | 5  | 3.600 | 550 | 488 | 1.127 |
| 2   | ZAKSA             | 9  | 6 | 3 | 3 | 11 | 11 | 1.000 | 474 | 493 | 0.961 |
| 3   | Levski Sofia      | 8  | 6 | 2 | 4 | 9  | 13 | 0.692 | 509 | 512 | 0.994 |
| 4   | Vienna hotVolleys | 7  | 6 | 1 | 5 | 7  | 16 | 0.437 | 503 | 543 | 0.926 |

#### Girone C

##### Risultati
| 7 dicembre 2000 Sportovní Hala, České Budějovice Durata: ? - Spettatori: 1 300 | České Budějovice | 0 - 3 | Roeselare        | 23-25, 21-25, 23-25               |
| 6 dicembre 2000 Sports Palace Cosmos, Belgorod Durata: ? - Spettatori: 4 300   | Belogor'e-Dinamo | 3 - 0 | Friedrichshafen  | 25-22, 25-21, 25-17               |
| 12 dicembre 2000 Sport Arena, Friedrichshafen Durata: ? - Spettatori: 1 600    | Friedrichshafen  | 3 - 0 | České Budějovice | 25-19, 25-21, 25-23               |
| 13 dicembre 2000 Sporthal Schiervelde, Roeselare Durata: ? - Spettatori: 1 750 | Roeselare        | 3 - 0 | Belogor'e-Dinamo | 25-11, 25-23, 25-16               |
| 21 dicembre 2000 Sportovní Hala, České Budějovice Durata: ? - Spettatori: 800  | České Budějovice | 1 - 3 | Belogor'e-Dinamo | 17-25, 24-26, 25-20, 22-25        |
| 20 dicembre 2000 Sporthal Schiervelde, Roeselare Durata: ? - Spettatori: 1 900 | Roeselare        | 3 - 1 | Friedrichshafen  | 24-26, 25-15, 25-13, 25-21        |
| 9 gennaio 2001 Sport Arena, Friedrichshafen Durata: ? - Spettatori: 1 400      | Friedrichshafen  | 1 - 3 | Roeselare        | 25-20, 23-25, 22-25, 25-27        |
| 10 gennaio 2001 Sports Palace Cosmos, Belgorod Durata: ? - Spettatori: 2 500   | Belogor'e-Dinamo | 3 - 0 | České Budějovice | 25-19, 25-21, 25-11               |
| 18 gennaio 2001 Sportovní Hala, České Budějovice Durata: ? - Spettatori: 400   | České Budějovice | 0 - 3 | Friedrichshafen  | 22-25, 22-25, 18-25               |
| 17 gennaio 2001 Sports Palace Cosmos, Belgorod Durata: ? - Spettatori: 4 300   | Belogor'e-Dinamo | 0 - 3 | Roeselare        | 22-25, 19-25, 16-25               |
| 23 gennaio 2001 Sporthal Schiervelde, Roeselare Durata: ? - Spettatori: 1 800  | Roeselare        | 3 - 1 | České Budějovice | 25-16, 23-25, 25-15, 25-16        |
| 24 gennaio 2001 Sport Arena, Friedrichshafen Durata: ? - Spettatori: 2 000     | Friedrichshafen  | 3 - 2 | Belogor'e-Dinamo | 20-25, 25-20, 20-25, 25-23, 15-13 |

##### Classifica
| Pos | Squadra          | Pt | G | V | P | SV | SP | Ratio | PF  | PS  | Ratio |
| --- | ---------------- | -- | - | - | - | -- | -- | ----- | --- | --- | ----- |
| 1   | Roeselare        | 12 | 6 | 6 | 0 | 18 | 3  | 6.000 | 519 | 416 | 1.247 |
| 2   | Belogor'e-Dinamo | 9  | 6 | 3 | 3 | 11 | 10 | 1.100 | 459 | 454 | 1.011 |
| 3   | Friedrichshafen  | 9  | 6 | 3 | 3 | 11 | 11 | 1.000 | 485 | 502 | 0.966 |
| 4   | České Budějovice | 6  | 6 | 0 | 6 | 2  | 18 | 0.111 | 403 | 494 | 0.815 |

#### Girone D

##### Risultati
| 6 dicembre 2000 PalaVerde, Villorba Durata: ? - Spettatori: 1 000                  | Treviso    | 3 - 2 | Olympiakos | 18-25, 25-18, 25-17, 21-25, 15-7  |
| 6 dicembre 2000 Salle Robert-Grenon, Tours Durata: ? - Spettatori: 2 800           | Tours      | 3 - 1 | Vrevok     | 25-17, 22-25, 25-20, 25-19        |
| 13 dicembre 2000 Sportcomplex Merwestein, Nieuwegein Durata: ? - Spettatori: 1 573 | Vrevok     | 0 - 3 | Treviso    | 20-25, 22-25, 20-25               |
| 12 dicembre 2000 Peace & Friendship Stadium, Atene Durata: ? - Spettatori: 500     | Olympiakos | 2 - 3 | Tours      | 22-25, 25-19, 25-23, 21-25, 17-19 |
| 20 dicembre 2000 PalaVerde, Villorba Durata: ? - Spettatori: 500                   | Treviso    | 3 - 0 | Tours      | 25-19, 25-22, 25-13               |
| 20 dicembre 2000 Peace & Friendship Stadium, Atene Durata: ? - Spettatori: 300     | Olympiakos | 3 - 0 | Vrevok     | 25-23, 25-18, 25-18               |
| 10 gennaio 2001 Sportcomplex Merwestein, Nieuwegein Durata: ? - Spettatori: 600    | Vrevok     | 2 - 3 | Olympiakos | 21-25, 25-21, 15-25, 29-27, 11-15 |
| 9 gennaio 2001 Salle Robert-Grenon, Tours Durata: ? - Spettatori: 3 800            | Tours      | 0 - 3 | Treviso    | 23-25, 14-25, 21-25               |
| 17 gennaio 2001 PalaVerde, Villorba Durata: ? - Spettatori: 2 000                  | Treviso    | 3 - 1 | Vrevok     | 29-27, 25-19, 21-25, 25-19        |
| 17 gennaio 2001 Salle Robert-Grenon, Tours Durata: ? - Spettatori: 3500            | Tours      | 1 - 3 | Olympiakos | 23-25, 19-25, 25-19, 23-25        |
| 24 gennaio 2001 Peace & Friendship Stadium, Atene Durata: ? - Spettatori: 300      | Olympiakos | 3 - 0 | Treviso    | 25-16, 25-16, 25-23               |
| 24 gennaio 2001 Sportcomplex Merwestein, Nieuwegein Durata: ? - Spettatori: 350    | Vrevok     | 3 - 2 | Tours      | 22-25, 23-25, 25-21, 25-17, 15-11 |

##### Classifica
| Pos | Squadra    | Pt | G | V | P | SV | SP | Ratio | PF  | PS  | Ratio |
| --- | ---------- | -- | - | - | - | -- | -- | ----- | --- | --- | ----- |
| 1   | Treviso    | 11 | 6 | 5 | 1 | 15 | 6  | 2.500 | 484 | 431 | 1.123 |
| 2   | Olympiakos | 10 | 6 | 4 | 2 | 16 | 9  | 1.777 | 559 | 520 | 1.075 |
| 3   | Tours      | 8  | 6 | 2 | 4 | 9  | 15 | 0.600 | 509 | 545 | 0.933 |
| 4   | Vrevok     | 7  | 6 | 1 | 5 | 7  | 17 | 0.411 | 503 | 559 | 0.899 |

### Quarti di finale

#### Andata
| 14 febbraio 2001 Sports Palace Cosmos, Belgorod Durata: ? - Spettatori: 4 500     | Belogor'e-Dinamo | 0 - 3 | Roma       | 21-25, 24-26, 22-25              |
| 14 febbraio 2001 Burhan Felek Spor Salonu, Istanbul Durata: ? - Spettatori: 1 200 | Arçelik          | 0 - 3 | Paris      | 26-28, 21-25, 25-27              |
| 14 febbraio 2001 PalaVerde, Villorba Durata: ? - Spettatori: 600                  | Treviso          | 3 - 0 | ZAKSA      | 25-21, 25-15, 25-18              |
| 14 febbraio 2001 Sporthal Schiervelde, Roeselare Durata: ? - Spettatori: 2 000    | Roeselare        | 2 - 3 | Olympiakos | 25-18, 22-25, 25-27, 25-23, 9-15 |

#### Ritorno
| 21 febbraio 2001 Palazzetto dello Sport, Roma Durata: ? - Spettatori: 300        | Roma       | 3 - 0 | Belogor'e-Dinamo | 25-19, 25-22, 27-25               |
| 21 febbraio 2001 Salle Pierre Charpy, Parigi Durata: ? - Spettatori: 900         | Paris      | 2 - 3 | Arçelik          | 25-20, 20-25, 26-28, 25-18, 9-15  |
| 21 febbraio 2001 Hala Azoty, Kędzierzyn-Koźle Durata: ? - Spettatori: 3 100      | ZAKSA      | 2 - 3 | Treviso          | 21-25, 23-25, 25-20, 25-23, 11-15 |
| 21 febbraio 2001 Peace & Friendship Stadium, Atene Durata: ? - Spettatori: 1 500 | Olympiakos | 3 - 0 | Roeselare        | 25-17, 25-13, 25-19               |

#### Squadre qualificate
- Paris[1]
- Olympiakos
- Roma
- Treviso

### Final Four
|  | Semifinali | Semifinali | Semifinali |         |       | Finale             | Finale             | Finale             |  |
|  |            |            |            |         |       |                    |                    |                    |  |
|  | Roma       | Roma       | 1          |         |       |                    |                    |                    |  |
|  | Roma       | Roma       | 1          |         |       |                    |                    |                    |  |
|  | Paris      | Paris      | 3          |         |       |                    |                    |                    |  |
|  | Paris      | Paris      | 3          |         | Paris | Paris              | 3                  |                    |  |
|  |            |            |            |         | Paris | Paris              | 3                  |                    |  |
|  |            |            | Treviso    | Treviso | 2     |                    |                    |                    |  |
|  | Treviso    | Treviso    | Treviso    | Treviso | 2     | 3                  |                    |                    |  |
|  | Treviso    | Treviso    |            |         |       | 3                  |                    |                    |  |
|  | Olympiakos | Olympiakos | 0          |         |       | Finale 3º/4º posto | Finale 3º/4º posto | Finale 3º/4º posto |  |
|  | Olympiakos | Olympiakos | 0          |         |       |                    |                    |                    |  |
|  |            |            |            |         |       |                    |                    |                    |  |
|  |            |            |            |         |       | Roma               | Roma               | 3                  |  |
|  |            |            |            |         |       | Roma               | Roma               | 3                  |  |
|  |            |            |            |         |       | Olympiakos         | Olympiakos         | 2                  |  |

#### Semifinali
| 23 marzo 2001 Salle Pierre Charpy, Parigi Durata: ? - Spettatori: 4 000 | Roma    | 1 - 3 | Paris      | 22-25, 25-22, 21-25, 24-26 |
| 23 marzo 2001 Salle Pierre Charpy, Parigi Durata: ? - Spettatori: 4 000 | Treviso | 3 - 0 | Olympiakos | 25-22, 25-20, 25-22        |

#### Finale 3º posto
| 24 marzo 2001 Salle Pierre Charpy, Parigi Durata: ? - Spettatori: 3 000 | Roma | 3 - 2 | Olympiakos | 16-25, 20-25, 25-22, 25-22, 15-11 |

#### Finale
| 24 marzo 2001 Salle Pierre Charpy, Parigi Durata: ? - Spettatori: 4 500 | Paris | 3 - 2 | Treviso | 25-22, 17-25, 22-25, 25-23, 15-13 |